# Pázmán lovag (rajzfilm)
A Pázmán lovag 1973-ban bemutatott magyar rajzfilm, amely Arany János azonos című elbeszélő költeménye alapján készült. Az animációs játékfilm rendezője és írója Dargay Attila, zeneszerzője Pethő Zsolt. Műfaja mesefilm. A mozifilm a Pannónia Filmstúdió gyártásában készült, a MOKÉP forgalmazásában készült.

## Rövid történet
Arany János költeményének animációs változata.

## Alkotók
- Narrátor: Darvas Iván
- Írta, rendezte és tervezte: Dargay Attila
- Dramaturg: Osvát András
- Zenéjét szerezte: Pethő Zsolt
- Operatőr: Henrik Irén
- Hangmérnök: Bársony Péter
- Vágó: Hap Magda
- Háttér: Sajdik Ferenc
- Rajzolták: Foky Emmi, Jenkovszky Iván, Szabados Mária
- Munkatársak: Cselle László, Elekes Mariann, Gyöpös Kati, Töröcsik Jolán, Zsebényi Béla
- Színes technika: Kun Irén
- Gyártásvezető: Csillag Márta

Készítette a Pannónia Filmstúdió.